# Всеукраїнська премія «Визнання»
Щорічна Всеукраїнська премія «Визнання» в галузі гуманітарних наук, культури та мистецтва заснована 26 березня 2001 року Указом № 207/2001 Президента України Леоніда Кучми на підтримку ініціативи:
- Благочинного фонду «Культура України та світ»
- міжнародного громадсько-політичного журналу «Президент»
- секції суспільних і гуманітарних наук[1] Національної академії наук України
- Академії мистецтв України
- національних творчих спілок України

Премія призначається і виплачується Благочинним фондом «Культура України та світ» із врученням лауреатам дипломів, нагрудних знаків та грошових винагород.

## Лауреати премії
- 2001 — В'ячеслав Брюховецький
- 2002 — Євген Станкович[2]
- ? — Вадим Гречина, в номінації «Архітектура»[3]